# Denis Moroz
Denis Moroz est un homme politique biélorusse. À partir de 2025, il est ministre de l'énergie.

## Biographie
De 2016 à 2021, Denis Moroz dirige l'entreprise de recherche en design Belgiprotopgaz.
À partir de 2021, il est vice-ministre de l'énergie. En 2025, le président biélorusse Alexandre Loukachenko le nomme ministre de l'énergie.